# Unterägeri
Unterägeri is een gemeente en plaats in het Zwitserse kanton Zug. Unterägeri telt 8673 inwoners (30.09.2017).

## Geschiedenis
Toen in de gieterij van Theresia Brandenberg het gieten van een kerkklok die was bestemd voor Unterägeri in 1829 iets mis liep, draaide dit uit tot een duur proces over deze klok.
Tuberculosebestrijdster Adelheid Page-Schwerzmann (1853-1925) opende in Unterägeri in 1912 en 1918 twee sanatoria.

## Geboren
- August Henggeler (1848-1929), ondernemer en politicus
- Marcel Aregger (1990), wielrenner

- Gemeinsame Normdatei: 4497683-5
- Historisch woordenboek van Zwitserland: 000795
- Library of Congress Control Number: no2011002432
- MusicBrainz: c42fbf10-5c25-402c-b4bc-6203c6cd2348
- Virtual International Authority File: 246951029
- WorldCat: E39PBJyrQCmwFf87GKx7VxqPcP

Baar · Cham · Hünenberg · Menzingen · Neuheim · Oberägeri · Risch-Rotkreuz · Steinhausen · Unterägeri · Walchwil · Zug